# Chrysoplatycerus ferrisi
Chrysoplatycerus ferrisi är en stekelart som beskrevs av Timberlake 1922. Chrysoplatycerus ferrisi ingår i släktet Chrysoplatycerus och familjen sköldlussteklar. Inga underarter finns listade i Catalogue of Life.